# Уотто
Уотто (англ. Watto) — персонаж вселенной киноэпопеи «Звёздных войн», тойдарианец, коротенькое, немного скрюченное, летающее перепончатокрылое существо голубоватого оттенка, слегка похожее на муху и украшенное носом тапира, с перепончатыми лапами (на этом настаивал Джордж Лукас, так что получившийся несовместимый и курьёзный образ с полным основанием можно назвать чистой химерой). Уотто — старьёвщик, владелец лавки редко используемого хлама и запчастей в Мос-Эспе на Татуине, жадный делец, яростный торгаш, азартный игрок и просто мошенник, не брезгующий использовать труд рабов, но, несмотря на такие черты характера, в целом не является ни хорошим, ни плохим персонажем. Интересной особенностью расы тойдарианцев является иммунитет к внушению, в частности Силовому. Также был рабовладельцем. Его рабами некогда были Шми и Энакин Скайуокеры.

## Краткая биография
В молодости Уотто был призван в армию Конфедерации Оссики, солдаты которой при помощи химического оружия отравляли пищевые запасы конфедераций-соперниц. Засуха кончилась, а вместе с ней и война, а у Уотто на память о войне остались хромая нога и сломанный левый клык. Впоследствии тойдарианец осел на Татуине, где сдружился с джавскими кланами, изучил тайны серой экономики и овладел некоторыми технологиями торговли. Как и джавы, Уотто предпочитал вести дела с чужеземцами, а не с ушлым населением Мос-Эйсли. Чужаков куда легче обдурить. Уотто весьма преуспел в продаже различных металлических деталей благодаря своей предпринимательской хватке. Личных богатств Уотто практически не накопил — он был почти патологически прижимист, и вся собственность тойдарианина лежала на заднем дворе его лавки. Основное его богатство составляли вещи, подчёркивавшие статус, — например, с трудом добытые рабы Энакин и Шми Скайуокер. Если бы не пристрастие тойдарианца к азартным играм, он бы с лёгкостью обеспечил себе спокойную и безбедную старость.

## Проигрыш Уотто
Задолго до начала саги Уотто завладел правами собственности на рабыню Шми Скайуокер и её сына Энакина. Они достались тойдарианцу от хатта Гардуллы Старшего, который проиграл Уотто, поставив рабов на кон в гонках на подах. Выяснив, что Энакин не только талантливый механик, но и хороший гонщик, Уотто позволил ему участвовать в гонках, но поставил против него. Алчность тойдарианца обошлась ему боком. Вследствие сокрушительного проигрыша на гонках Уотто отдал Квай-Гон Джинну не только нужный ему гипердрайв, но и свободу Энакина. Через несколько лет тойдарианец согласился продать Шми Скайуокер Клиггу Ларсу, который впоследствии взял её в жёны.

## Магазин Уотто
В торговом квартале Мос-Эспы, среди многочисленных лавочек и рынков, где можно купить и продать всё что угодно, есть довольно популярный магазин запчастей, в котором работали несколько дроидов и будущий джедай Энакин Скайуокер. И мальчик, и сам магазин принадлежат Уотто — довольно-таки грубому субъекту, который страшно любит торговаться. В этой барахолке можно найти редчайшие запчасти и детали, но цена может оказаться весьма высока.

## Концепция и создание
Глава отдела дизайна Lucasfilm Дуг Чан говорил, что «Джордж точно знал, чего он хотел от этого персонажа», однако при этом он оставил отделу дизайна большую свободу для создания набросков Уотто. Террил Уитплатч и художник Иэн Маккейг разработали несколько концепций персонажа: тогда как Уитплатч видел Уотто в образе пухлого попугаеподобного существа с большими крыльями, Маккейг изображал его звероподобным, с четырьмя большими руками и курящим сигару.
Однако эти концептуальные рисунки не понравились Джорджу Лукасу. Чан затем объединил голову из концептуального рисунка другого существа, который понравился Лукасу, с пухлым туловищем и крыльями, подобными крыльям колибри. На этот раз рисунок получил одобрение режиссёра. Решение о костюме Уотто далось намного проще. Им стали простой жилет и пояс для инструментов, нагруженный всевозможными приспособлениями.
После утверждения концепции к работе над персонажем приступил руководитель отдела моделирования компании Industrial Light & Magic Джефф Кэмпбелл. На протяжении всего процесса создания модели Уотто Кэмпбелл регулярно встречался с Робом Коулманом, режиссёром фильма, чтобы согласовывать различные характеристики внешнего вида существа. В процессе съёмок звук хлопанья крыльев Уотто достигался звуковым дизайнером Беном Бертом с помощью открывания и закрывания зонтика.

## Критика и отзывы
Редакторы сайта IGN поставили Уотто на 78-е место в их списке 100 лучших персонажей «Звёздных войн». Они писали, что он был «одной из самых запутанных научных аномалий» в связи с «идеей, что такое пузатое существо способно остаться на плаву так долго». Они добавили, что он был «не принцем» ввиду его недобросовестных сделок. В книге The Holy Family and Its Legacy немецкий культуролог Альбрехт Кошорке обсуждает присутствие «Святого семейства» в «Скрытой угрозе», заявляя, что, пока не было «бережного опекуна, наблюдающего за матерью и Святым Сыном», Уотто действует в такой роли, как «человек, который обладает патриархальными полномочиями, не будучи отцом».
Было высказано предположение, что образ этого персонажа является оскорбительным, потому что напоминает стереотипную карикатуру на евреев. Он имеет большой нос, глаза-бусинки, говорит скрипучим голосом и изображается как жадный и алчный — другой распространённый стереотип о евреях. Джим Хоберман из The Village Voice назвал его вопиющим этническим стереотипом в связи с его крючковатым носом. Брюс Готлиб из журнала Slate критиковал образ Уотто и, связывая данного персонажа с антисемитскими понятиями, отметил, что еврейская раса «даже в „далёкой галактике“ стоит за работорговлей». Патрисия Дж. Уильямс из The Nation заявила, что Уотто может быть также описан как стереотип об арабах, а также что его образ «более полно антисемитский — антиарабский и антиеврейский». Она добавила, что Уотто напомнил ей об «антисемитских карикатурах, опубликованных в Вене на рубеже XX века». Джейн Приттимен из American Review отметила, что после ухода из кинотеатра она услышала, как два подростка описывали персонажа как «немного странного еврейского парня с крыльями». Приттимен описала его образ как «совсем не тонкий» и сказала, что «это может дать повод всколыхнуть уже сформированную юдофобию среди молодёжной аудитории и дать им разрешение на продолжение своей ненависти вслух».